# 湘阴县
28°3′0.84″N 112°30′15″E / 28.0502333°N 112.50417°E
湘阴县位于湖南省岳阳市，长沙市北部，洞庭湖南部。全县总面积为1581.5平方公里，常住总人口約73万人。县人民政府駐文星镇。有着“鱼米之乡”的雅称。

## 历史沿革

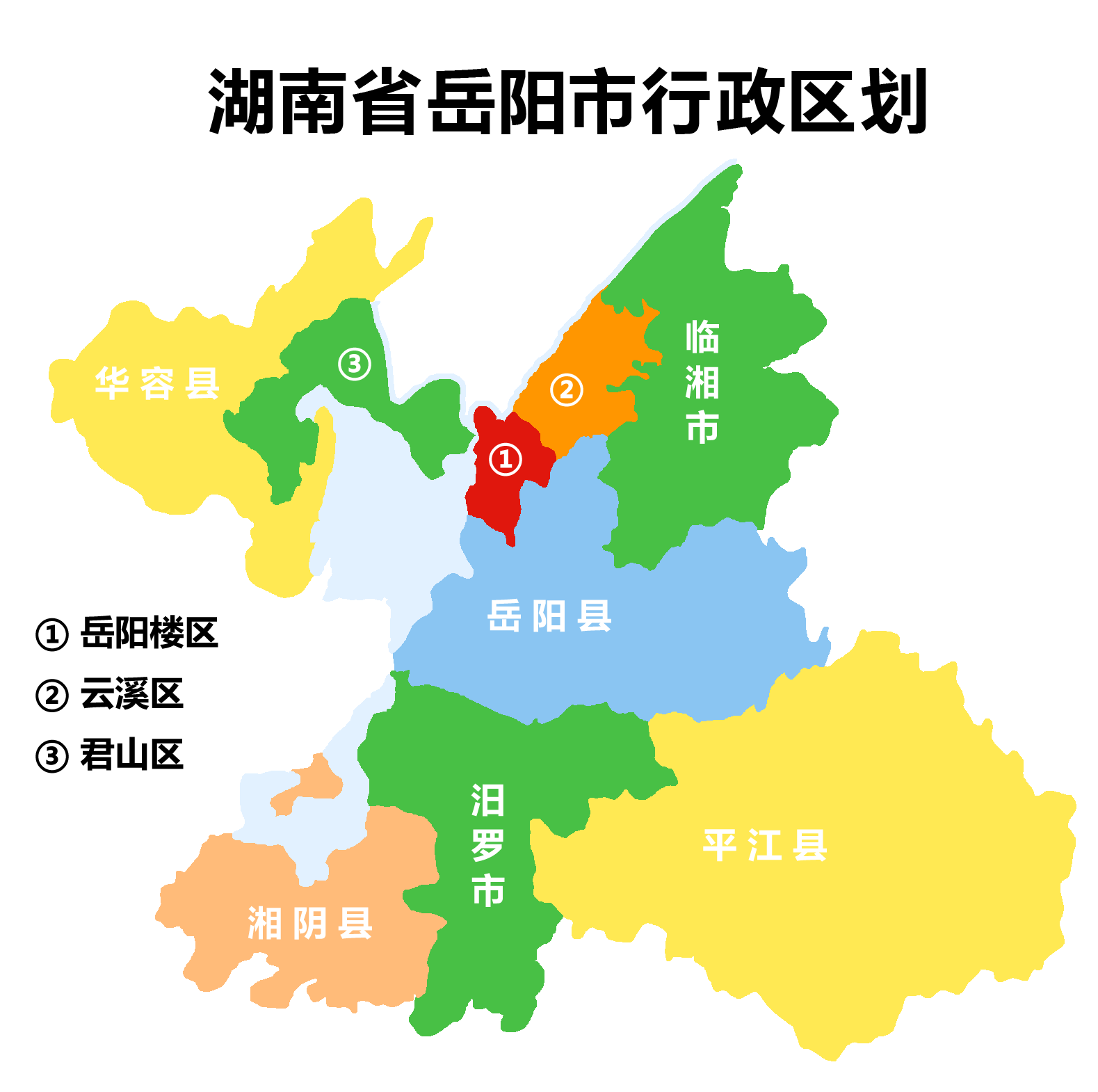
岳阳市行政区划

据近年出土文物考证，早在新石器时代，即有先民在此开拓。周代，周文王徙罗子国遗民至湘水之南，县境为罗子国地。秦始皇改罗子国为罗县，隶长沙郡。隋开皇九年（589年）省湘阴入岳阳县。开皇十一年（591年）改岳阳县为湘阴县，县治又迁至春秋罗子国都城、秦代的罗县县治古罗城（今屈原行政区马头槽）。唐武德八年（625年），并罗县入湘阴。此时县域广阔，含今湘阴、汨罗、平江三县（市）。唐中宗神龙三年（707年）因地域太广，遂析湘阴县东部地置昌江县（今平江县），同属岳州。宋太宗淳化四年（993年），湘阴改属潭州（今长沙市）。元成宗元贞年间升湘阴为州，属潭州路。明洪武二年（1369年）降州为县，属长沙府。清朝仍属长沙府。中华人民共和国建立初，湘阴属长沙专署，1952年属湘潭专署，1964年属岳阳专署。1966年，划出湘阴县东部5个区建汨罗县，1983年2月，与浏阳、宁乡县一道，湘阴划归长沙市管辖。1986年，与汨罗同属地改市后的岳阳市。

## 行政区划
湘阴县下辖1个街道办事处、12个镇、2个乡：
文星街道、东塘镇、樟树镇、三塘镇、岭北镇、新泉镇、湘滨镇、南湖洲镇、鹤龙湖镇、静河镇、石塘镇、洋沙湖镇、金龙镇、六塘乡和杨林寨乡。

## 地理
湘阴位于湖南省东北部、居湘、资两水尾间，濒南洞庭湖。东邻汨罗市、西接益阳市，南界长沙市望城区，北抵沅江市、屈原管理区，介于东经112°30′——113°02′，北纬28°30′——29°03′之间。南北长61公里，东西宽51.3公里，面积1581.5平方公里，约占岳阳市总面积的 10.5%、全省总面积的0.75%。地块属新华夏构造体系的第二隆地带。地貌呈低山、岗地、平原三种形态，具有三大特征：其一，地势东南高，西北低。位居幕阜山余脉走向洞庭湖凹陷处的过渡带上，地势自东南向西北递降，形成一个微向洞庭湖盆中心的倾斜面。最高处青山庵，海拔552.4米，最低处濠河口河底，低于黄海水平面4.3米。其二，以滨湖平原为主体，呈块状分布。地处湘江大断裂带，构成低山、岗地；西盘下切，形成滨湖平原。除去江河湖泊及其它水面，滨湖、江河、溪谷3种平原共702.11平方公里，占全县总面积的44.4%，岗地占13.59%，低山占1.51%。其三，河湖交汇，水域广阔。山岗地区水系发育不良，北部平原、湖洲地区河湖交汇。主要河流有湘江、资江和白水江，主要外湖有横岭湖、团林湖、淳湖和荷叶湖等，主要内湖有鹤龙湖、洋沙湖、范家坝、白洋湖和南湖垸哑河等。水域面积98.56万亩，占全县总面积的41.56%。湘阴位处中亚热带向北亚热带过渡的季风气候区，四季分明，湿润多雨，具有春温变幅大，初夏雨水多，伏秋天热易旱，冬季严寒不多的特点。

## 政治

### 现任领导
| 机构     | 湘阴县人民政府 县长 | · 中国共产党 · 湘阴县委员会 · 书记 | 湘阴县人民代表大会 常务委员会 主任 | · 中国人民政治协商会议 · 湘阴县委员会 · 主席 |
| -------- | ------------------- | ---------------------------------- | ---------------------------------- | -------------------------------------------- |
| 姓名     | 刘世奇              | 刘世奇                             | 邓淼                               | 杨革新                                       |
| 民族     | 汉族                | 汉族                               | 汉族                               | 汉族                                         |
| 出生地   | 河南省郾城区        | 河南省郾城区                       | 湖南省平江县                       | 湖南省                                       |
| 出生日期 | 1980年10月（44歲）  | 1980年10月（44歲）                 | 1974年4月（50歲）                  |                                              |
| 就任日期 | 2021年10月25日      | 2024年5月7日                       | 2021年10月25日                     | 2021年10月23日                               |

## 人口
根据(湖南省)岳阳市第七次全国人口普查公报显示：湘阴县常住人口为583984人，男性人口占比51.67%，女性人口占比48.33%，年龄结构中0-14岁占比16.87%，15-59岁占比60.75%，60岁以上占比22.38%，65岁以上占比16.75%。
2010年，全县常住人口为681075 人。
2000年，湘阴县辖13个镇、19个乡。总人口646180人，各乡镇人口： 文星镇 78580 东塘镇 27598 袁家铺镇 18532 界头铺镇 14914 樟树镇 23965 浩河口镇 26086 铁角嘴镇 27647 新泉寺镇 14301 临资口镇 13841 白马寺镇  15358 洞庭围镇 12464 南湖洲镇 16017 南阳镇 14283 石塘乡 19062 六塘乡 14443 三塘乡 20253 白泥湖乡 16667 静河乡 27529 玉华乡 18040 长康乡 21263 古塘乡 11131 湘临乡 12581 青潭乡 1856 东港乡  15440 躲风亭乡 16431 茶湖潭乡 12565 西林乡 16419 车马乡 15819 风南乡 15699 关公潭乡 14825 杨林寨乡 22293 柳潭乡 13162 赛头管区虚拟乡 15376 胭脂管区虚拟乡 11228 和平管区虚拟乡 10512 （根据第五次人口普查数据；单位：人）

## 經濟
全县GDP总量为123.6亿元（2005年）。传统农业为水稻种植，家庭畜牧业以牲猪为主。

## 交通
- 240国道过境。